# 翁吉瓦
翁吉瓦（葡萄牙語：Ondjiva）是安哥拉南部的城鎮，也是庫內納省的首府，距離納米比亞邊境42公里，海拔高度1,098米，每年平均降雨量493毫米，雨量集中在12月至3月，鎮內經濟活動以商業和服務業為主。